# ウズベキスタンの電気通信
| ウズベキスタン共和国の電気通信 | ウズベキスタン共和国の電気通信 |
| ------------------------------ | ------------------------------ |
|                                |                                |
|                                |                                |
| 有線通信 (2007):               | 182.1万                        |
| 無線通信 (2008):               | 1040万                         |
| ccTLD:                         | .uz                            |
| 国際電話番号:                  | +998                           |

ウズベキスタンの電気通信網はその大部分をソビエト連邦時代のインフラを基礎としているが、多くの現代的な変更も加えられており、情報開発という意味において中央アジア地域における中心地となっている。
2012年時点において、ウズベキスタンの電気通信サービス量は一年ごとに約22.5%の割合で成長している。2012年末時点で国内全体で合計378,000のブロードバンド・ポートが使用されており、1年で約55.5%の増加となっている。実際に利用されているポートの数は202,700で、前年度より37.2%の増加となっている。同年、合計1,576 kmの光ファイバーケーブルが国内全体に設置された。

## 電話
現在のウズベキスタンの通話システムは現代的ではなく設備も不十分であり、現代的な国際標準の水準にまで改善する必要がある。

### 国内システム
電気通信システムの主要部は老朽化しており、電話密度は低い。国営の電気通信会社であるウズベクテレコム (Uzbektelecom JSC, uztelecom)は日本政府と中国開発銀行から通信システム基幹部を拡張するための融資を受けている。2002年から2006年にかけて日本電気 (NEC) による通信・放送拡充に関する円借款プロジェクトが行われ、ウズベキスタン全土に通信網が整備された他、2010年にはデジタル交換機への交換が完了する予定である。また、2008年には住友商事と韓国の通信企業KTによる合弁会社Super iMAX社がウズベキスタンにおいてWiMAXによる無線通信サービスを開始した。携帯電話サービスは急速に拡大しており、2008年時点で加入者は1040万に達している。

### 国際システム
ウズベキスタンはモスクワのゲートウェイ通信を通して独立国家共同体 (CIS)やその他の国へと光ファイバーケーブルやマイクロ波ができるようになっている。トランスアジア・ヨーロッパ (TAE) 光ファイバーケーブルへの接続が完了した後は、ウズベキスタンは現在アフガニスタンまで光ファイバーケーブルを延長する計画を立てている。

## ラジオ
現在、ウズベキスタンには4つのAM局と12のFM局、3つの短波局がある。1997年時点では、ウズベキスタンにおいて約1020万個のラジオが使用されている。

## テレビ
ウズベキスタンには合計28のテレビ局がある。また、タシュケントには1つのケーブル局が、地方に約20のテレビ局がある。

## インターネット
ウズベキスタン通信情報庁 (Uzbekistan's Agency for Communications and Information, UzACI)によると、2012年3月19日時点において、ウズベキスタンには約900万人のインターネットユーザーがいる。「ウズベク・インターネット」、略称：UznetはロシアのRunetと同種のものとして使用されている。ウズベキスタンのドメインコードは.uzである。